# Salomon Sulzer
Salomon Sulzer (30. března 1804, Hohenems, Vorarlbersko – 17. ledna 1890, Vídeň) byl rakouský kantor (synagogální předzpěvák neboli chazan) a skladatel.

## Biografie
Jeho rodina, která se původně jmenovala Löwy, se v roce 1748 přestěhovala ze Sulzu do Hohenems v rakouském Vorarlbersku a od roku 1813 přijala jméno podle svého původního bydliště „Sulzer“. Salomon se věnoval studiu kantorského zpěvu již od raného mládí. K tomu se váže historka, kdy se jako chlapec při hře málem utopil a jeho matka přísahala, že pokud přežije, dá jej na náboženská studia.[zdroj⁠?!] Salomon studoval nejdříve ve švýcarském Endingenu a v Karlsruhe u místních kantorů, se kterými také hodně cestoval. Později se jeho výuky ujal Salomon Eichberg, kantor v Hohenems a Düsseldorfu. V roce 1820 byl Sulzer v Hohenems jmenován kantorem a zde začal modernizovat synagogální rituál, mj. přidal sborový zpěv. Na popud vídeňského rabína Isaaka Mannheimera byl v roce 1826 povolán do rakouského hlavního města jako vrchní kantor. Zde zcela reorganizoval pořádek bohoslužeb v synagoze, avšak zároveň zachoval tradiční zpěvy a melodie. Zavedl však nová aranžmá, která odpovídala modernímu hudebnímu stylu.
Sulzerův „Šir Cijon“ (Schir Zion, Wien, 1840–1865) vytvořil model pro hudební pasáže bohoslužby v synagoze, zavedl recitativ kantora, chorální doprovod pěveckého sboru a responsa kongregace. Obsahoval hudební doprovod bohoslužeb na šabat a svátky, pro svatby a pohřby. Tato liturgie byla přejata téměř na celém světě.[zdroj⁠?!] Při komponování a kompilaci tohoto díla mu pomáhali nejlepší hudebníci tehdejší Vídně.
Sulzer také publikoval svazek písní pro šabatovou školu pod názvem „Duda'im“ a řadu dalších kompozic, jak náboženských, tak světských. Jeho skladby jsou velmi melodické a přestože se liší od zpěvů katolického chorálu, je nesporné, že jimi byly ovlivněny. Ve všech jeho kompozicích je kladen důraz na hebrejský text a přísné dodržení skladebné syntaxe. Sborník „Zwanzig Gesänge für den Israelitischen Gottesdienst“ (Dvacet zpěvů pro izraelitskou bohoslužbu, Vídeň, 1892) byl vydán až posmrtně. Ve svém „Denkschrift an die Wiener Cultusgemeinde“ (Úvahy pro vídeňskou náboženskou obec) formuluje své názory na úlohu kantora. Sulzer se také proslavil jako zpěvák a jako vynikající interpret Schuberta. Vyučoval také na Císařské a královské konzervatoři ve Vídni a byl mu udělen řád Františka Josefa. Byl jmenován i koncertním mistrem na Accademia Nazionale di Santa Cecilia v Římě. Byl uznáván jako tvůrce moderní synagogální hudby a přezdíván „otcem nového kantorského zpěvu“.